# División de Honor de bádminton 2017-18
La temporada 2017-18 fue la 31.ª edición de la División de Honor de bádminton en España, máxima categoría de este deporte en el país. Fue organizada por la Federación Española de Bádminton. La disputaron 7 equipos. La temporada regular comenzó el 9 de septiembre de 2017 y finalizó el 11 de marzo de 2018. El campeón fue el Recreativo de Huelva-IES La Orden, que se adjudicó su quinto título.

## Equipos participantes
| Equipo                     | Ciudad       | Recinto                          |
| -------------------------- | ------------ | -------------------------------- |
| CB IES La Orden            | Huelva       | Polideportivo Andrés Estrada     |
| Club Bádminton Rinconada   | La Rinconada | Pabellón Fernando Martín         |
| Club Bádminton Oviedo      | Oviedo       | Polideportivo Corredoria Arena   |
| Club Bádminton Pitiús      | Ibiza        | Polideportivo Insular Blancadona |
| Club Bádminton Benalmádena | Benalmádena  | Polideportivo Arroyo de la Miel  |
| CB Arjonilla               | Arjonilla    | Pabellón Municipal de Arjonilla  |
| AE Granollers              | Granollers   | Pavelló Municipal del Congost    |

## Clasificación
| N. | Equipo                          | Puntos | Jugados | Victorias | Empates | Perdidos | Partidos | Juegos | Puntos    |
| -- | ------------------------------- | ------ | ------- | --------- | ------- | -------- | -------- | ------ | --------- |
| 1  | Recreativo IES La Orden         | 30     | 12      | 10        | 0       | 2        | 55-29    | 121-72 | 3597-3111 |
| 2  | Rinconada                       | 24     | 12      | 8         | 0       | 4        | 53-31    | 116-76 | 3560-3202 |
| 3  | C.B. Oviedo                     | 21     | 12      | 7         | 0       | 5        | 45-39    | 101-90 | 3504-3253 |
| 4  | C.B. Pitius                     | 18     | 12      | 6         | 0       | 6        | 43-41    | 97-90  | 3280-3274 |
| 5  | C.B. Benalmadena                | 12     | 12      | 4         | 0       | 8        | 34-50    | 81-113 | 3213-3618 |
| 6  | Associaciò Granollers Esportiva | 12     | 12      | 4         | 0       | 8        | 31-53    | 70-115 | 3048-3465 |
| 7  | C.B. Arjonilla                  | 9      | 12      | 3         | 0       | 9        | 33-51    | 80-110 | 3240-3519 |